# Tétraphénylborate
Le tétraphénylborate est un anion organoboré constitué d'un atome central de bore lié à quatre groupes phényle. Contrairement à ce que son nom trivial peut laisser penser, le tétraphénylborate n'a rien avoir avec les borates, composés du bore et de l'oxygène, le tétraphénylborate ne contenant d'ailleurs pas d'oxygène. Aussi, l'IUPAC préfère pour ce composé le nom systématique de « tétraphénylboranuire ».
Les sels de tétraphénylborate sont capables de découpler la phosphorylation oxydative.